# Safia argentogrisea
Safia argentogrisea är en fjärilsart som beskrevs av Max Wilhelm Karl Draudt 1940. Safia argentogrisea ingår i släktet Safia och familjen nattflyn. Inga underarter finns listade.